# Onthophagus amirus
Onthophagus amirus là một loài bọ cánh cứng trong họ Bọ hung (Scarabaeidae).